# Yingkou
Yingkou (cinese: 营口市; pinyin: Yíngkǒu) è una città-prefettura della Cina nella provincia del Liaoning.

## Amministrazione

### Gemellaggi
- Crotone (compresa l'area portuale), dal 2013[1].
- Jacksonville